# Castello di Carbonana
Il castello di Carbonana è situato in posizione dominante lungo la strada statale 219 che collega Gubbio a Umbertide.
Risulta menzionato per la prima volta nei documenti eugubini nel 1192, in un privilegio con cui papa Celestino III ne confermava il possesso al vescovo Bentivoglio. Primi signori del castello furono i discendenti di Bino di Pietro dei Gabrielli, fratello minore di quel Cante Gabrielli che, in qualità di podestà di Firenze, il 10 marzo 1302 condannò al rogo in contumacia Dante Alighieri, colpevole di non essersi presentato alle autorità cittadine dopo la condanna emessa nei suoi confronti per il reato di baratteria.
Dalle fonti si apprende inoltre che, nel corso del Trecento, anche il Comune di Gubbio utilizzò talvolta il fortilizio e la torre come strumento di difesa e di controllo del territorio.
A seguito del matrimonio di Giacomo di Galeotto con Checca, appartenente per parte di madre alla nobile famiglia degli Atti di Sassoferrato e già vedova di Giacomo dei Gabrielli, il castrum Carbonane dagli anni venti del Quattrocento entrò a far parte dei beni posseduti dalla stirpe dei Porcelli (poi divenuti conti di Carbonana), discendenti di quel Rigo campsor olim de Florentia (un tempo cambiatore in Firenze), attestato a Gubbio a partire dal 1286.
Ai Porcelli di Carbonana, che tra il XVI e il XVII secolo ricoprirono le più importanti cariche nel governo della città e che si distinsero come valorosi militari al servizio della Repubblica di Venezia, si devono la decorazione della cappella, l'ampliamento del castello nella sua parte meridionale e la costruzione dell'elegante torre circolare in corrispondenza dell'angolo sud-est della cinta muraria. Da allora la struttura, interessata da rimaneggiamenti di minima entità che non ne hanno alterato in alcun modo l'aspetto e le proporzioni, si è mantenuta sostanzialmente intatta, facendo sì che il castello di Carbonana risulti oggi come uno tra i più autentici e meglio conservati dell'Umbria.
L'edificio, di proprietà privata, è stato acquistato nel 2011 da due cittadini canadesi e, per iniziativa dei nuovi proprietari, nel 2014 è stato completamente e accuratamente restaurato sotto la vigilanza della competente Soprintendenza ai Beni Architettonici e Paesaggistici dell'Umbria.